# Fredrik Hagström
Carl Gustaf Fredrik "Figge" Hagström, född 10 augusti 1863 i Stockholm, död där 12 juni 1935, var en svensk affärsman och mecenat.
Fredrik Hagström var son till boktryckaren Jacob Fredrik Hagström. Efter skolgång i Stockholm studerade han vid Frans Schartaus Handelsinstitut 1880. Hagström företog vidsträckta utlandsresor, praktiserade efter hemkomsten som lantbrukare och övertog fädernegodset Vaxäng nära Strängnäs. Senare bosatte han sig i Stockholm, där han som affärsman i olika branscher, bland annat som ägare till tidningen Fäderneslandet, mångdubblade sin ärvda förmögenhet. Hagström blev vida känd genom ett storartat mecenatskap främst inom idrotten. Han skänkte skidor till varje läroverk och folkskola i Stockholm och möjliggjorde vid flera tillfällen uppmärksammade svenska framgångar genom att bekosta idrottsmäns deltagande i internationella tävlingar, bland annat Olympiska spelen 1920. Hagström var även intresserad av teater och var även under flera år teaterkritiker. Han deltog flitigt i ordenslivet i Stockholm och var bland annat styrande mästare i Ordenssällskapet W:6. Hagström var den förste att tilldelas Svenska skidförbundets stora guldmedalj 1931. Han var från 1915 dominikansk generalkonsul. Hagström är begravd på Norra begravningsplatsen utanför Stockholm.